# Four (langue)
Pour les articles homonymes, voir Four (homonymie).
Le four (ou fur, bèle fòòr ou fòòraŋ bèle, en arabe : فوراوي fûrâwî; parfois appelé Konjara, d'après le nom d'un clan) est une langue nilo-saharienne parlée par 500 000 Fours au Darfour, dans l'ouest du Soudan. Quelques locuteurs de la langue résident au Tchad.

## Classification
J. Greenberg (1963) classe le four parmi les langues nilo-sahariennes. Selon lui, il en constitue une des branches primaires. Pendant longtemps, la langue a été considérée comme isolée, jusqu'à la publication en 1971, de matériaux sur une langue, le mimi, parlée dans l'Est du Tchad et apparentée au four. Cette langue est désormais appelée biltine ou amdang. Les deux langues constituent la branche des langues four. 

## Dialectes
Le four est une langue peu différenciée localement. Il semble y avoir une division entre trois variétés, fondée sur une base géographique: le Nord, les montagnes et les autres régions. Cependant la sécheresse dans le Nord du pays four a poussé les habitants à migrer vers le Sud et a pu créer des zones où les dialectes se côtoient.

## Écriture
| a | a̱ | b  | d | e | g | h | i | ɨ | j | k | l | m |
| n | ŋ | ny | o | p | r | s | t | u | ʉ | w | y | z |

Les tons sont indiqués à l’aide de l’accent aigu, de l’accent circonflexe et du caron.

## Phonologie
Les tableaux présentent les voyelles et les consonnes du four.

### Voyelles
|         | Antérieure    | Centrale      | Postérieure   |
| ------- | ------------- | ------------- | ------------- |
| Fermée  | i [ɪ] ii [ɪː] |               | u [ʊ] uu [ʊː] |
| Moyenne | e [ɛ] ee [ɛː] |               | o [ɔ] oo [ɔː] |
| Ouverte |               | a [a] aa [aː] |               |

### Consonnes
|              |              | Labiales | Alvéolaires | Latérales | Dorsales | Dorsales | Glottales |
| ------------ | ------------ | -------- | ----------- | --------- | -------- | -------- | --------- |
| Palatales    | Vélaires     | Labiales | Alvéolaires | Latérales |          |          | Glottales |
| Occlusives   | Sourde       |          | t [t]       |           |          | k [k]    |           |
| Occlusives   | Sonore       | b [b]    | d [d]       |           |          | g [g]    |           |
| Fricative    | Fricative    | f [f]    | s [s]       |           |          |          | h [h]     |
| Affriquée    | Affriquée    |          |             |           | j [d͡ʒ]   |          |           |
| Nasale       | Nasale       | m [m]    | n [n]       |           | ñ [ɲ]    | ŋ [ŋ]    |           |
| liquide      | liquide      |          | r [r]       | l [l]     |          |          |           |
| Semi-voyelle | Semi-voyelle | w [w]    |             |           | y [j]    |          |           |

### Une langue tonale
Le four est une langue tonale qui possède deux tons, haut et bas.